# Накамура Асуміко
Накамура Асуміко (яп. 中村 明日美子) — японська манґака та ілюстраторка у жанрі Яой та сьонен-аі. Народилася 5 січня року у префектурі Канагава.

## Відомості
Асуміко Накамура є однією з прихованих перлин Японії. Зазвичай, її історії короткі, стислі, але змістовні та філософські, наповнені сенсом. Використання відтінків тільки одного кольору в манзі задумка — відрізняє її від інших манґак.
Художниця написала більше 15-ти найменувань з 2002-ґо року і досягла критичного визнання за її чутливі психологічно-романтичні манґа-оповідання, що показують широкий спектр персонажів — чоловіків і жінок, молодих і старих. Накамура працює в діапазоні жанрів для настільки ж широкого кола суспільства, вигравши визнання в майже кожній категорії — сьодзьо, жіночі комікси (Яой, сьонен-аі), чоловічі комікси (сьонен, хентай), ЛҐБТ-фантастика, а також еротична фантастика.

## Список робіт авторки
- Doukyuusei & Sotsugyousei Fanbook

### 2002
- Coponicus no Kokyuu (Драма, Історичне, матура, Психологія, Повсякденність, Надприродне, трагедія, Яой)
- Toriniku Kurabu (для дорослих, психологія, романтика, Надприродне)

### 2004
- J no Subete (Драма, гендерна інтрига, Психологія, Яой)

### 2006
- Doukyuusei (NAKAMURA Asumiko) (Драма, шкільне життя, Сьонен-аі)
- Nokemono to Hanayome the Manga (Комедія, фентезі, мелодрама, Сьодзьо)

### 2007
- Anata no Tame nara doko Made mo (Комедія, Історія, Романтика, Надприродне, Яой)
- Barairo no Hoo no Koro (Драма, шкільне життя, Сьонен-аі)
- Minna Kirakira (Комедія, Драма, Сьодзьо, Повсякденність)

### 2008
- 2 Shuukan no Adventure (Драма, Лолікон, Психологіа, Яой)
- Katakoi no Nikki Shoujo (Драма, Романтика, Сьодзьо, Повсякденність)
- Lure of Aroma (Драма, Сьотакон, Яой)
- Natsu to Fuyu node Au Basho (Драма, матура, Яой)
- The Inheritance of Aroma (Драма, матура, Яой)
- Utsubora (Драма, Таємниця, психологія, романтика, Трагедія)

### 2009
- B&W (Драма, Надприродне)
- Double Mints (Драма, Психологія, Яой)
- Haru no E (Історія, Романтика, шкільне життя, Яой)
- Magarikado no Bokura (сьодзьо)
- Moe Danshi Gatari (Яой)
- Sora to Hara (Комедія, Драма, Романтика, шкільне життя, Сьонен-аі)
- The Bedroom Girl, The Sculpture Room Girl (Драма, Історичне, Надприродне, трагедія)
- The Teddy Bear Murder Case (містерія)

### 2010
- Le Jardin du thé (Історія, Пригоди, Надприродне)
- Sotsugyousei (Драма, Романтика, шкільне життя, Сьонен-аі)
- Yobidashi Hajime (Сьонен, Спорт)

### 2011
- Adolte to Adarte (Драма, Фентезі, Сьонен)
- Free Fitting for Her (Комедія, Фентезі)
- Hidari no Futari (Романтичні стосунки, шкільне життя, Сьодзьо)
- Noel (Драма, фентезі, мелодрама)
- Ou to Sokkin (Фентезі, вестерн)
- Tetsudou Shoujo Manga (Джосеі, Сьодзьо, Сьодзьо-аі, Повсякденність)

### 2012
- 5000 (Романтика, Сьонен-аі)
- A Is for Alice (Фентезі, Сьодзьо, Сьонен-аі)
- Mero Neko (Комедія, Джосеі, Повсякденність)
- A Senpai (Романтика, шкільне життя, Яой)
- Le théâtre (Комедія, Драма, Фентезі, гендерна інтрига, містерія, психологія, романтика)
- O.B. (Романтика, Повсякденність, Яой)
- Sensei no Otori Yose (Сьодзьо, Сьонен-аі, Повсякденність)
- Welcome to Wonderland (Фентезі, Сьодзьо, Сьонен-аі)

### 2013
- Hadaka no Boku (Драма, шкільне життя, Яой)
- Middle School, Third Year (Романтика, шкільне життя, Яой)

### 2014
- Tenkousei (NAKAMURA Asumiko) (Драма, шкільне життя, Яой)

### Ілюстрації
- 黒い竜は二度誓う (Kuroi Ryuu wa Nido Chikau) — 1 шт
- 萌え男子がたり (Мо Danshi Gatari) — 2 томи
- 先生のおとりよせ (Сенсей no Otoriyose) — по даний час.

Вона також має багато ваншотів для інших журналів, таких як Gothic & Lolita Bible, Манга Еротика F, Kera, Mellow Mellow, Le Paradis і має роботи, розміщені в різних Яой антологіях.